# Trimosina
Trimosina es un género de foraminífero bentónico de la familia Trimosinidae, de la superfamilia Buliminoidea, del suborden Buliminina y del orden Buliminida. Su especie tipo es Trimosina milletti. Su rango cronoestratigráfico abarca el Holoceno.

## Discusión
Clasificaciones previas incluían Trimosina en el suborden Rotaliina del orden Rotaliida.

## Clasificación
Trimosina incluye a las siguientes especies:
- Trimosina denticulata
- Trimosina guraboensis
- Trimosina milletti
  - Trimosina milletti multispinata
- Trimosina orientalis
- Trimosina otukai
- Trimosina perforata
- Trimosina takayanagii

Otras especies consideradas en Trimosina son:
- Trimosina rara, de posición genérica incierta
- Trimosina pacifica, aceptado como Trifarina pacifica
- Trimosina simplex, aceptado como Fijiella simplex